# Niphargus dabarensis
Niphargus dabarensis is een vlokreeftensoort uit de familie van de Niphargidae. De wetenschappelijke naam van de soort is voor het eerst geldig gepubliceerd in 2006 door Fišer, Trontelj & Sket.